# Prescrição
No direito romano-germânico, a prescrição é um instituto que visa a regular a perda do direito de acionar judicialmente, devido ao decurso de determinado período de tempo.  De uma maneira concisa, pode-se dizer que a diferença básica entre a prescrição e a decadência é que, enquanto a prescrição interrompe a possibilidade de se exigir judicialmente um direito, a decadência extingue o próprio direito. Nem sempre, no entanto, essa definição será facilmente percebida, de modo que, historicamente, causa dúvidas inclusive no meio jurídico, entre advogados, e doutrinadores. Pelo direito comparado, a prescrição é equiparada ao limitation period (período de limitação) da Common Law.
Em muitos Estados alguns crimes nunca prescrevem e são sempre puníveis, independentemente do tempo que corra. Por essa razão, há pessoas que podem ser julgadas quarenta ou cinquenta anos depois dos fatos terem sido cometidos.

## Origem histórica
De acordo com Bernardo Gabriel Hila, no direito romano
| “ | o termo praescriptio originalmente era aplicado para designar a extinção da ação reivindicatória, pela longa duração da posse; tratava-se da praescriptio longissimi temporis e para indicar a aquisição da propriedade, em razão do relevante papel desempenhado pelo longo tempo, caso em que se tinha a praescriptio longi temporis. Assim, no direito romano, sob o mesmo vocábulo, surgiram duas instituições jurídicas, que partem dos mesmos elementos: ação prolongada do tempo e inércia do titular. A prescrição, que tinha caráter geral, destinada a extinguir as ações, e o usucapião, que constituía meio aquisitivo do domínio. | ” |

## Fundamento
Há várias opiniões a respeito. Alguns autores dizem que o fundamento seria a negligência dos titulares para com seus direitos. Mas o jurista Clóvis Beviláqua escreveu que o verdadeiro fundamento é a necessidade de ordem e paz. Portanto, é uma regra imposta pela necessidade de certeza nas relações jurídicas. O interesse do titular do direito violado não pode prevalecer contra a necessidade de paz social. É por por isso que o titular do direito subjetivo possui um lapso temporal determinado em lei para que possa exercer sua pretensão.

## Aplicações

### Direito civil
A prescrição extintiva ou aquisitiva ocorre pela inércia do credor por um prazo estabelecido em lei conforme a natureza da obrigação de que se trate e tem como efeito privar o credor do direito de exigir judicialmente ao devedor o cumprimento da obrigação. A prescrição não extingue a obrigação, mas apenas a converte em uma obrigação natural pela qual se o devedor voluntariamente paga, não pode reclamar a devolução alegando que se tratava de pagamento sem causa.
Há, ainda, o instituto da usucapião, caso clássico de prescrição aquisitiva, onde, devido ao decurso de tempo, o proprietário legal perde o direito de acionar judicialmente o possuidor, e, portanto, fica sujeito à perda, para este, da propriedade legal.

#### Espanha
Segundo o artigo 197 do Código Civil, a prescrição extintiva das ações se interrompe por seu exercício ante os tribunais, por uma reclamação extrajudicial ou pelo reconhecimento de dívida pelo devedor. Uma vez interrompido o prazo da prescrição, volta a contar-se integralmente desde o início.

#### Brasil
Por muito tempo, a prescrição foi relacionada à ação. Identificavam-na com a perda "de uma ação ajuizável, em virtude da inércia de seu titular durante um certo lapso de tempo". A própria legislação nacional confundia prescrição com decadência. De acordo com Vidal Serrano Nunes Junior e Yolanda Alves Pinto Serrano, o antigo Código Civil de 1916 "[...] englobava sob a designação de prescrição ambos os institutos".(NUNES JUNIOR e SERRANO, 2008, p. 120) Maria Helena Diniz reforça esta afirmação, ao dizer, em sua obra, que 
| “ | O Código Civil brasileiro não trata, explicitamente, da decadência, confundindo prescrição com decadência devido à analogia existente entre ambas, por terem traço comum da carga deletéria do tempo aliada à inatividade do titular do direito, englobando, por isso, num só capítulo, prazos prescricionais e decadenciais | ” |

Com o advento do Código Civil de 2002, esta dúvida passou a ser parcialmente desfeita. O código estabelece, em seu artigo 189, in verbis: "que violado o direito, nasce para o titular a pretensão, a qual se extingue pela prescrição, nos prazos a que aludem os artigos 205 e 206." Assim, o Código adotou a tese de que a prescrição extingue a pretensão, e não a ação, como previa o Código Civil de 1916. Por outro lado, César Fiúza vai além, afirmando que a prescrição extingue não a ação, e nem a pretensão, mas somente a responsabilidade do devedor.
O novo código também instituiu um capítulo específico para prescrição (artigos 189 a 206) e outro para a decadência (artigos 207 s 211).
Pretensão é o poder jurídico de exigir o cumprimento de um dever jurídico correlato a um direito subjetivo. Pense em uma dívida em que "A" é credor e "B" é devedor. "A" tem direito subjetivo ao pagamento na data estipulada. "B", consequentemente, tem o dever jurídico de realizar o pagamento no prazo. Se "B" não pagar a dívida a tempo e modo, violará o direito subjetivo de "A".
O que o Código Civil quer dizer é que, quando do vencimento da dívida – entenda-se bem, quando da violação ao direito de "A" de receber o pagamento no dia combinado – nascerá para "A" a pretensão, o poder jurídico de exigir de "B" o pagamento. Esta pretensão, diz o Código Civil, extinguir-se-á pela prescrição se "A" mantiver-se inerte e deixar decorrer o prazo que o próprio Código estabelece (nos artigos 205 e 206).
Quatro são os requisitos para que ocorra a prescrição: existência de uma pretensão; inércia do titular da pretensão pelo seu não exercício; continuidade dessa inércia durante um certo lapso de tempo; ausência de algum fato impeditivo, suspensivo ou interruptivo (ver artigo 197 e seguintes do Código Civil).

##### Prazos da prescrição
Pelo novo Código Civil:
Art. 205. A prescrição ocorre em dez anos, quando a lei não lhe haja fixado prazo menor.
Art. 206. Prescreve:
§ 1º Em um ano:
I - a pretensão dos hospedeiros ou fornecedores de víveres destinados a consumo no próprio estabelecimento, para o pagamento da hospedagem ou dos alimentos;
II - a pretensão do segurado contra o segurador, ou a deste contra aquele, contado o prazo:
a) para o segurado, no caso de seguro de responsabilidade civil, da data em que é citado para responder à ação de indenização proposta pelo terceiro prejudicado, ou da data que a este indeniza, com a anuência do segurador;
b) quanto aos demais seguros, da ciência do fato gerador da pretensão;
III - a pretensão dos tabeliães, auxiliares da justiça, serventuários judiciais, árbitros e peritos, pela percepção de emolumentos, custas e honorários;
IV - a pretensão contra os peritos, pela avaliação dos bens que entraram para a formação do capital de sociedade anônima, contado da publicação da ata da assembleia que aprovar o laudo;
V - a pretensão dos credores não pagos contra os sócios ou acionistas e os liquidantes, contado o prazo da publicação da ata de encerramento da liquidação da sociedade.
§ 2º Em dois anos, a pretensão para haver prestações alimentares, a partir da data em que se vencerem.
§ 3º Em três anos:
I - a pretensão relativa a aluguéis de prédios urbanos ou rústicos;
II - a pretensão para receber prestações vencidas de rendas temporárias ou vitalícias;
III - a pretensão para haver juros, dividendos ou quaisquer prestações acessórias, pagáveis, em períodos não maiores de um ano, com capitalização ou sem ela;
IV - a pretensão de ressarcimento de enriquecimento sem causa;
V - a pretensão de reparação civil;
VI - a pretensão de restituição dos lucros ou dividendos recebidos de má-fé, correndo o prazo da data em que foi deliberada a distribuição;
VII - a pretensão contra as pessoas em seguida indicadas por violação da lei ou do estatuto, contado o prazo:
a) para os fundadores, da publicação dos atos constitutivos da sociedade anônima;
b) para os administradores, ou fiscais, da apresentação, aos sócios, do balanço referente ao exercício em que a violação tenha sido praticada, ou da reunião ou assembleia geral que dela deva tomar conhecimento;
c) para os liquidantes, da primeira assembleia semestral posterior à violação;
VIII - a pretensão para haver o pagamento de título de crédito, a contar do vencimento, ressalvadas as disposições de lei especial;
IX - a pretensão do beneficiário contra o segurador, e a do terceiro prejudicado, no caso de seguro de responsabilidade civil obrigatório.
§ 4º Em quatro anos, a pretensão relativa à tutela, a contar da data da aprovação das contas.
§ 5º Em cinco anos:
I - a pretensão de cobrança de dívidas líquidas constantes de instrumento público ou particular;
II - a pretensão dos profissionais liberais em geral, procuradores judiciais, curadores e professores pelos seus honorários, contado o prazo da conclusão dos serviços, da cessação dos respectivos contratos ou mandato;
III - a pretensão do vencedor para haver do vencido o que despendeu em juízo.

##### Causas que suspendem, impedem ou interrompem a prescrição
Ainda de acordo com o novo Código Civil:
Art. 197. Não corre a prescrição:
I - entre os cônjuges, na constância da sociedade conjugal;
II - entre ascendentes e descendentes, durante o poder familiar;
III - entre tutelados ou curatelados e seus tutores ou curadores, durante a tutela ou curatela.
Art. 198. Também não corre a prescrição:
I - contra os incapazes de que trata o art. 3º;
II - contra os ausentes do País em serviço público da União, dos Estados ou dos Municípios;
III - contra os que se acharem servindo nas Forças Armadas, em tempo de guerra.
Art. 199. Não corre igualmente a prescrição:
I - pendendo condição suspensiva;
II - não estando vencido o prazo;
III - pendendo ação de evicção.
Art. 200. Quando a ação se originar de fato que deva ser apurado no juízo criminal, não correrá a prescrição antes da respectiva sentença definitiva.
Art. 201. Suspensa a prescrição em favor de um dos credores solidários, só aproveitam os outros se a obrigação for indivisível.
Art. 202. A interrupção da prescrição, que somente poderá ocorrer uma vez, dar-se-á:
I - por despacho do juiz, mesmo incompetente, que ordenar a citação, se o interessado a promover no prazo e na forma da lei processual;
II - por protesto, nas condições do inciso antecedente;
III - por protesto cambial;
IV - pela apresentação do título de crédito em juízo de inventário ou em concurso de credores;
V - por qualquer ato judicial que constitua em mora o devedor;
VI - por qualquer ato inequívoco, ainda que extrajudicial, que importe reconhecimento do direito pelo devedor.
Parágrafo único. A prescrição interrompida recomeça a correr da data do ato que a interrompeu, ou do último ato do processo para a interromper.
Art. 203. A prescrição pode ser interrompida por qualquer interessado.
Art. 204. A interrupção da prescrição por um credor não aproveita aos outros; semelhantemente, a interrupção operada contra o co-devedor, ou seu herdeiro, não prejudica aos demais coobrigados.
§ 1ª A interrupção por um dos credores solidários aproveita aos outros; assim como a interrupção efetuada contra o devedor solidário envolve os demais e seus herdeiros.
§ 2º A interrupção operada contra um dos herdeiros do devedor solidário não prejudica os outros herdeiros ou devedores, senão quando se trate de obrigações e direitos indivisíveis.
Em 2006, uma minirreforma nos Códigos Civil e de Processo Civil, através da Lei 11 280, derrogou o artigo 194, que assim dispunha: "O juiz não pode suprir, de ofício, a alegação de prescrição, salvo se favorecer a absolutamente incapaz", gerando nova controvérsia no meio jurídico. A corrente majoritária de doutrinadores entende que o juiz pode reconhecer automaticamente a prescrição, sem que a outra parte reclame, uma vez que a proibição foi extraída do texto da lei.
Outros, por sua vez, entendem que nada mudou, uma vez que a prescrição é renunciável, na forma expressa ou tácita, sendo uma faculdade da parte renunciá-la e esse direito potestativo não encontra prazo decadencial para o seu exercício. Também afirmamos defensores da tese de que a prescrição não pode ser declarada de ofício, que é possível que numa disputa judicial, as partes não tenham arguido a prescrição porque sabiam de uma circunstância no caso concreto que provocou essa interrupção. Cientes deste fato, não podem invocá-la, sob pena de ser reconhecida a litigância de má-fé.
Se as partes nada disseram a esse respeito, não poderia, segundo esse entendimento, o juiz reconhecer de ofício a prescrição se não tinha conhecimento das circunstâncias que eventualmente a interromperiam e que não foram alegadas pelas partes. Alegam ainda que inexiste norma autorizando que o juiz conheça da prescrição de ofício, ao contrário da decadência, a qual esse reconhecimento de ofício é expressamente autorizado (artigo 210 do Código Civil). Por fim, também chamam a atenção o fato de que a Lei Civil prevê ação regressiva contra representantes legais e assistentes que não alegarem a prescrição oportunamente (artigo 195 do Código Civil), e isso não faria sentido,  se o próprio juiz devesse reconhecê-la de ofício.

### Direito tributário
Na área tributarista, a limitação pelo tempo ao direito da Administração Pública determinar a responsabilidade fiscal através da prática da liquidação.
- A prescrição extintiva ou liberatória priva o estado da possibilidade de exigir o pagamento de tributos devido. A mesma prescrição pode privar o cidadão de exigir o pagamento de quantias pagas indevidamente ao Estado.

#### Espanha
Na Espanha, os artigos 66 e 189 da Ley General Tributaria preveem que expiram após quatro anos:
- O direito do governo para determinar a responsabilidade fiscal, a liquidação atempada.
- O direito do governo de exigir o pagamento de dívidas fiscais liquidadas e autoliquidadas.
- O direito de pedir restituição resultantes de cada regulamentos fiscais, reembolsos de quantias pagas e ao reembolso do custo de garantias.
- O direito aos rendimentos derivados das regras de cada imposto, o retorno dos montantes pagos e ao reembolso do custo de garantias.
- O prazo para aplicação de sanções fiscais.

### Direito penal
A prescrição produz a extinção da punibilidade:
- A partir da ação (prescrição de procedimento criminal) e
- A partir da pena (prescrição de punição).

Há uma exceção relativa à ação e sanções que permitam o julgamento de crimes internacionais qualquer que seja a data em que foram cometidos (em conformidade com as disposições da Convenção sobre a imprescritibilidade dos crimes de guerra e dos crimes contra a humanidade de 26 de novembro de 1968, que entrou em vigor internacionalmente em 11 de novembro de 1970).

#### Suspensão e interrupção da prescrição
Quando os processos judiciais são dirigidos contra os culpados a prescrição é interrompida ou suspensa, dependendo do país. A interrupção do limitação faz com que a perda de tempo até ao dia, e, assim, começa um novo tempo de zero a contar a partir considerado paralisado o procedimento ou encerrado sem convicção. Em contraste, no caso de suspensão de prescrição, quando o tempo da suspensão reconta relógio de onde estava quando foi suspenso.

##### Espanha
O artigo 131 do Código Penal da Espanha não estabelece um único prazo prescricional para crimes, mas distingue períodos diferentes, dependendo
a pena máxima para o delito, que começa a contar a partir do dia em que cometeu o delito e termina:
- Aos 20 anos, quando a pena máxima prevista para o crime é de prisão por 15 anos.
- Aos 15 anos, quando a pena máxima prevista na lei é a desclassificação para mais de 10 anos, ou prisão por mais de 10 e menos de 15 anos.
- Aos 10 anos, quando a pena máxima prevista na lei é de prisão ou inabilitação por mais de cinco anos e não superior a 10.
- Para os cinco outros crimes, exceto calúnia e difamação, que prevêem um ano.
- "Falhas" prescrevem em seis meses.

Também se prevê que os crimes contra a humanidade e genocídio e crimes contra pessoas e bens protegidos em caso de conflito armado, não
prescrevem em qualquer caso, bem como os crimes de terrorismo, se houver a morte de uma pessoa.
O Artigo 133 prevê a prescrição das penas impostas por sentença final, começa a prescrição da pena a partir da data da sentença condenatória ou a data da fuga da prisão se ela já tinha começado a ser cumprida.

##### Portugal
Em Portugal, os períodos temporais dos prazos de prescrição dependem, em regra, do crime em causa.
O Código Penal contém uma definição abstracta dos períodos temporais associados aos prazos de prescrição a qual está dependente do limite punitivo máximo de uma pena aplicável a um certo crime.
- Aos crimes puníveis com uma pena máxima de prisão superior a 10 anos, corresponde um período de prescrição de 15 anos;
- Aos crimes puníveis com uma pena máxima de prisão igual ou superior a 5 anos, mas inferior a 10 anos, corresponde um período de prescrição de 10 anos;
- Aos crimes puníveis com uma pena máxima de prisão igual ou superior a 1 ano, corresponde um período de prescrição de 5 anos;
- Em todos os outros casos (i.e., quando a sanção é inferior a 1 ano de prisão ou quando o crime é apenas punível com multa) corresponde um período de prescrição de 2 anos.[8]

Quando estes prazos de prescrição terminam o seu percurso, não pode ser iniciada nem continuada qualquer acção que vise a responsabilidade criminal do agente quanto ao crime prescrito (denominada: extinção do procedimento criminal).
Para o jurista Figueiredo Dias, as prescrições são um mal necessário do sistema, até porque este está "completamente esmagado" pelo aumento "exponencial" de litigiosidade. Ele entende que não deve haver crimes imprescritíveis, nem mesmo os de guerra ou contra a Humanidade. Muitos crimes em Portugal prescrevem. Ele aponta as causas óbvias: faltam funcionários, faltam magistrados, faltam meios técnicos, as perícias demoram eternidades;  existe uma excessiva formalização dos actos. Muitas vezes as partes interessadas usam de várias manobras - pedidos de aclaração, incidentes processuais e recursos - para eternizar os processos até os crimes prescreverem.  

## Diferenças entre prescrição edecadência
Prescrição
- Está ligada ao exercício de um direito subjetivo.
- Extingue tão somente a pretensão; direito subjetivo continua a existir.
- O prazo é somente estabelecido por Lei.
- Não corre contra aqueles que estiverem sob a égide (proteção) das causas de interrupção ou suspensão prevista em Lei.
- Após a reforma introduzida pela Lei nº 11 280/2006, o magistrado passou a poder pronunciar de ofício a prescrição.
- Após sua consumação, pode ser renunciada pelo prescribente.

Os casos de prescrição estão elencados somente nos arts. 205 e 206 do Código Civil;
Decadência
- Está ligada ao exercício de um direito potestativo.
- Extingue direito potestativo.
- O prazo pode ser legal ou convencional.
- Corre contra todos.
- Decorrente de prazo legal, sempre pode ser pronunciada de ofício pelo juiz independentemente de arguição do interessado.
- Resultante de prazo legal, não pode ser renunciada.
- Em ações constitutivas de direito sempre correrá prazo decadencial.

## Exemplo de prescrição
Uma empresa manda seu funcionário embora sem justa causa e não paga seus direitos. De início, o funcionário não move ação contra a empresa, mas, dez anos depois, resolve entrar com uma ação reclamando o dinheiro que lhe é devido pela empresa. O juiz negará seu pedido mesmo o empregado tendo razão, pois seu prazo para entrar como uma ação prescreveu.
Porém, se o funcionário tiver parte do pagamento das verbas do FGTS a reparar e o funcionário tiver por exemplo 20 anos de casa, ai sim será ativado por todo o período de vigência do contrato.